# Зиґмунтово (гміна Опіноґура-Ґурна)
Зиґмунтово (пол. Zygmuntowo) — село в Польщі, у гміні Опіноґура-Ґурна Цехановського повіту Мазовецького воєводства.
Населення — 252 особи (2011).
У 1975-1998 роках село належало до Цехановського воєводства.

## Демографія
Демографічна структура станом на 31 березня 2011 року:
|          | Загалом | Допрацездатний вік | Працездатний вік | Постпрацездатний вік |
| -------- | ------- | ------------------ | ---------------- | -------------------- |
| Чоловіки | 129     | 34                 | 81               | 14                   |
| Жінки    | 123     | 27                 | 68               | 28                   |
| Разом    | 252     | 61                 | 149              | 42                   |